# Zoltán Horváth
Zoltán Horváth (n. 12 martie 1937, Balatonfüred, Comitatul Zala, Regatul Ungariei – d. 12 iunie 2025, Budapesta, Ungaria) a fost un scrimer maghiar care a reprezentat Ungaria, medaliat olimpic. A participat la două ediții ale Jocurilor Olimpice (1960, 1964) în care a câștigat o medalie de aur și o medalie de argint.